# Axel Frithiofson
Axel Fritiof Frithiofson, även känd under pseudonymen Jonas i Lia, född 7 augusti 1892 i Lekvattnets församling, död där 8 december 1970, var en värmländsk författare. 

## Biografi
Föräldrar var lantbrukaren Fritiof Johansson och Augusta Persson och han föddes i den värmländska finnbygden. I sitt författarskap skildrade Frithiofson obygdsöden och gestalter med både allvar och humor. Många av hans bygdeskildringar publicerades i pressen och han medverkade där även som krönikör. Många dikter är skrivna på värmländskt landsmål.    